# Кішівада

Кі́шіва́да (яп. 岸和田市, きしわだし, МФА: [kʲi̥ɕiwada ɕi̥]?) — місто в Японії, в префектурі Осака.  Входить до списку особливих міст Японії.   Отримало статус міста 1922 року. Площа становить 72,32 км². Станом на 1 липня 2012 року населення складало 198 168  осіб, густота населення — 2740 осіб/км².     

## Демографія
За даними перепису населення Японії, населення Кішівада стабільно збільшувалось до 2000 року, після 2000 року вирівнялось. Станом на 1 жовтня 2020 року населення складає 190 658 осіб, густота населення — 2622 осіб/км².

## Історія
Кішівада отримала статус міста 1 листопада 1922 року.

## Міста-побратими
- Одавара, Японія (1968)
- Шаньтоу, КНР (1990)
- Саус-Сан-Франциско, США (1992)
- Район Янпу, КНР (2002)
- Йондинпхогу, Південна Корея (2002)